# Asparagus denudatus
Asparagus denudatus är en sparrisväxtart som först beskrevs av Carl Sigismund Kunth, och fick sitt nu gällande namn av John Gilbert Baker. Asparagus denudatus ingår i släktet sparrisar, och familjen sparrisväxter.

## Underarter
Arten delas in i följande underarter:
- A. d. denudatus
- A. d. nudicaulis